# Résultats détaillés des élections générales canadiennes de 2004
 (juillet 2025).
Si vous disposez d'ouvrages ou d'articles de référence ou si vous connaissez des sites web de qualité traitant du thème abordé ici, merci de compléter l'article en donnant les références utiles à sa vérifiabilité et en les liant à la section « Notes et références ».
Il s'agit de la 38e élection générale depuis la création du Canada en 1867. Elle s'est déroulée le 26 juin 2004. Les élections fédérales au Canada de 2004 se déroulent dans un contexte où :
- Le Parti libéral est dirigé par Paul Martin, premier ministre et chef libéral depuis décembre 2003,
- Le Parti conservateur, créé depuis peu de la fusion des partis de droite, est dirigé lui aussi par un nouveau chef, Stephen Harper,
- Le NPD, dirigé par Jack Layton, l'a élu il y a peu, en remplacement d'Alexa McDonough,
- Le Bloc québécois, n'a aucune prétention à la formation du gouvernement.

Les enjeux de cette élection sont multiples, dont :
- Le scandale des commandites, attribué au gouvernement libéral.
- Le droit de l'avortement.
- Le droit du mariage concernant les conjoints de même sexe.
- La ratification canadienne du protocole de Kyoto.
- Les dépenses en santé.
- Les relations Québec-Canada.
- L'appui à la guerre en Irak.

La liste des résultats est présentée par provinces ou territoires et circonscriptions. L'affiliation politique du député est entre parenthèses.
Parti libéral du Canada : 135
Parti conservateur du Canada : 99
Bloc québécois : 54
Nouveau Parti démocratique : 18
Indépendants : 2
Total : 308

## Alberta
- Athabasca : Brian Jean (Conservateur)
- Calgary-Centre-Nord : Jim Prentice (Conservateur)
- Calgary-Centre : Lee Richardson (Conservateur)
- Calgary-Est : Deepak Obhrai (Conservateur)
- Calgary-Nord-Est : Art Hanger (Conservateur)
- Calgary—Nose Hill : Diane Ablonczy (Conservateur)
- Calgary-Sud-Est : Jason Kenney (Conservateur)
- Calgary-Sud-Ouest : Stephen Joseph Harper (Conservateur)
- Calgary-Ouest : Rob Anders (Conservateur)
- Crowfoot : Kevin Sorenson (Conservateur)
- Edmonton—Beaumont : David Kilgour (Libéral)
- Edmonton-Centre : A. Anne McLellan (Libéral)
- Edmonton-Est : Peter Goldring (Conservateur)
- Edmonton—Leduc : James Rajotte (Conservateur)
- Edmonton—Sherwood Park : Ken Epp (Conservateur)
- Edmonton—Spruce Grove : Rona Ambrose (Conservateur)
- Edmonton—St. Albert : John G. Williams (Conservateur)
- Edmonton—Strathcona : Rahim Jaffer (Conservateur)
- Lethbridge : Rick Casson (Conservateur)
- Macleod : Ted Menzies (Conservateur)
- Medicine Hat : Monte Solberg (Conservateur)
- Peace River : Charles Frederick (Charlie) Penson (Conservateur)
- Red Deer : Robert (Bob) Mills (Conservateur)
- Vegreville—Wainwright : Leon Earl Benoit (Conservateur)
- Westlock—St. Paul : David Cameron Chatters (Conservateur)
- Wetaskiwin : F. Dale Johnston (Conservateur)
- Wild Rose : Myron Thompson (Conservateur)
- Yellowhead : Rob Merrifield (Conservateur)

## Colombie-Britannique
- Abbotsford : Randy A. White (Conservateur)
- Burnaby—Douglas : Bill Siksay (Nouveau parti démocratique)
- Burnaby—New Westminster : Peter Julian (Nouveau parti démocratique)
- Cariboo—Prince George : Richard M. (Dick) Harris (Conservateur)
- Chilliwack—Fraser Canyon : Charles (Chuck) Strahl (Conservateur)
- Delta—Richmond-Est : John Martin Cummins (Conservateur)
- Dewdney—Alouette : Randy Kamp (Conservateur)
- Esquimalt—Juan de Fuca : Keith P. Martin (Libéral)
- Fleetwood—Port Kells : Nina Grewal (Conservateur)
- Île de Vancouver-Nord : John Morris Duncan (Conservateur)
- Kamloops—Thompson : Betty Hinton (Conservateur)
- Kelowna : Werner Schmidt (Conservateur)
- Kootenay—Columbia : James Abbott (Conservateur)
- Langley : Mark Warawa (Conservateur)
- Nanaimo—Alberni : James D. Lunney (Conservateur)
- Nanaimo—Cowichan : Jean Crowder (Nouveau parti démocratique)
- Newton—Delta-Nord : Gurmant Singh Grewal (Conservateur)
- New Westminster—Coquitlam : Paul Eugene Forseth (Conservateur)
- North Vancouver : Don Bell (Libéral)
- Okanagan—Coquihalla : Stockwell Burt Day (Conservateur)
- Okanagan—Shuswap : Darrel Stinson (Conservateur)
- Port Moody—Westwood—Port Coquitlam : James Moore (Conservateur)
- Prince George—Peace River : Jay D. Hill (Conservateur)
- Richmond : Raymond Chan (Libéral)
- Saanich—Gulf Islands : Gary Lunn (Conservateur)
- Skeena—Bulkley Valley : Nathan Cullen (Nouveau parti démocratique)
- Southern Interior : James William (Jim) Gouk (Conservateur)
- Surrey-Nord : Chuck Cadman (Aucune appartenance)
- Surrey-Sud—White Rock—Cloverdale : Russ Hiebert (Conservateur)
- Vancouver-Centre : Hedy Fry (Libéral)
- Vancouver-Est : Libby Davies (Nouveau parti démocratique)
- Vancouver Kingsway : David Emerson (Libéral)
- Vancouver Quadra : Stephen Owen (Libéral)
- Vancouver-Sud : Ujjal Dosanjh (Libéral)
- Victoria : David Anderson (Libéral)
- West Vancouver—Sunshine Coast—Sea to Sky Country : John Douglas Reynolds (Conservateur)

## Île-du-Prince-Édouard
- Cardigan
  - Lawrence MacAuley (St. Peters Bay, Î-P-É) - Parti libéral 53,4 %
  - Peter McQuaid (Souris, Î-P-É) - Parti conservateur 33,2 %
  - Dave MacKinnon (Souris, Î-P-É) - NPD 10,1 %
  - Jeremy Stiles (Sea View, Î-P-É) - Parti vert du Canada 3,2 %

- Charlottetown
  - Shawn Murphy (Charlottetown, Î-P-É) - Parti libéral 49,4 %
  - Darren Peters (Charlottetown, Î-P-É) - Parti conservateur 27,5 %
  - Dody Crane (Charlottetown, Î-P-É) - NPD 18,4 %
  - Will McFadden (Charlottetown, Î-P-É) - Parti vert 4,1 %
  - Baird Judson (Alexandra, Î-P-É) - Parti de l'héritage Chrétien 0,6 %

- Egmont
  - Joe McGuire (Tyne Valley, Î-P-É) - Parti libéral 55,4 %
  - Reg Harper (Alberton, Î-P-É) - Parti conservateur 29,1 %
  - Regena Kaye Russell (O'Leary, Î-P-É) - NPD 11,6 %
  - Irené Novaczek (Breadalbane, Î-P-É) - Parti vert 3,9 %

- Malpeque
  - Wayne Easter (North Wiltshire, Î-P-É) - Parti libéral 51,9 %
  - Mary Crane (Kensington, Î-P-É) - Parti conservateur 32,5 %
  - Ken Bingham (New Glasgow, Î-P-É) - NPD 10,1 %
  - Sharon Labchuk (Breadalbane, Î-P-É) - Parti vert 5,5 %

## Manitoba
- Brandon—Souris : Merv Tweed (Conservateur)
- Charleswood—St. James—Assiniboia : Steven John Fletcher (Conservateur)
- Churchill : Bev Desjarlais (Nouveau parti démocratique)
- Dauphin—Swan River : Inky Mark (Conservateur)
- Elmwood—Transcona : William Alexander (Bill) Blaikie (Nouveau parti démocratique)
- Kildonan—St. Paul : Joy Ann Smith (Conservateur)
- Portage—Lisgar : Brian William Pallister (Conservateur)
- Provencher : Vic Toews (Conservateur)
- Saint-Boniface : Raymond Simard (Libéral)
- Selkirk—Interlake : James Bezan (Conservateur)
- Winnipeg-Centre : Pat Martin (Nouveau parti démocratique)
- Winnipeg-Centre-Sud : Anita Neville (Libéral)
- Winnipeg-Nord : Judy Wasylycia-Leis (Nouveau parti démocratique)
- Winnipeg-Sud : Reginald B. Alcock (Libéral)

## Nouveau-Brunswick
- Acadie—Bathurst : Yvon Godin (Nouveau parti démocratique)
- Beauséjour : Dominic Leblanc (Libéral)
- Fredericton : Andy Scott (Libéral)
- Fundy : Rob Moore (Conservateur)
- Madawaska—Restigouche : Jean-Claude D'Amours (Libéral)
- Miramichi : Charles Hubbard (Libéral)
- Moncton—Riverview—Dieppe : Claudette Bradshaw (Libéral)
- Nouveau-Brunswick-Sud-Ouest : Gregory Francis Thompson (Conservateur)
- Saint John : Paul Zed (Libéral)
- Tobique—Mactaquac : Andy Savoy (Libéral)

## Nouvelle-Écosse
- Cape Breton—Canso : Rodger Cuzner (Libéral)
- Cumberland—Colchester—Musquodoboit Valley : William D. (Bill) Casey (Conservateur)
- Dartmouth—Cole Harbour : Michael John Savage (Libéral)
- Halifax : Alexa McDonough (Nouveau parti démocratique)
- Halifax-Ouest : Geoff Regan (Libéral)
- Kings—Hants : Scott Brison (Libéral)
- Nova-Centre : Peter Gordon Mackay (Conservateur)
- Nova-Ouest : Robert Thibault (Libéral)
- Sackville—Eastern Shore : Peter Arend Stoffer (Nouveau parti démocratique)
- South Shore—St. Margaret's : Gerald Keddy (Conservateur)
- Sydney—Victoria : Mark Eyking (Libéral)

## Nunavut
- Nunavut : Nancy Karetak-Lindell (Libéral)

## Ontario
- Ajax—Pickering : Mark Holland (Libéral)
- Algoma—Manitoulin—Kapuskasing : Brent Saint Denis (Libéral)
- Ancaster—Dundas—Flamborough—Westdale : Russ Powers (Libéral)
- Barrie : M. Aileen Carroll (Libéral)
- Beaches—East York : Maria Minna (Libéral)
- Bramalea—Gore—Malton : Gurbax Singh Malhi (Libéral)
- Brampton-Ouest : Colleen Beaumier (Libéral)
- Brampton—Springdale : Ruby Dhalla (Libéral)
- Brant : Lloyd Saint Amand (Libéral)
- Burlington : Patricia A. (Paddy) Torsney (Libéral)
- Cambridge : Gary Goodyear (Conservateur)
- Carleton—Lanark : Gordon O'Connor (Conservateur)
- Chatham-Kent—Essex : Jerry Pickard (Libéral)
- Clarington—Scugog—Uxbridge : Bev Oda (Conservateur)
- Davenport : Mario Silva (Libéral)
- Don Valley-Est : Yasmin Ratansi (Libéral)
- Don Valley-Ouest : John Ferguson Godfrey (Libéral)
- Dufferin—Caledon : David Tilson (Conservateur)
- Eglinton—Lawrence : Joseph Volpe (Libéral)
- Elgin—Middlesex—London : Joe Preston (Conservateur)
- Essex : Jeff Watson (Conservateur)
- Etobicoke-Centre : Borys Wrzesnewskyj (Libéral)
- Etobicoke—Lakeshore : Jean Augustine (Libéral)
- Etobicoke-Nord : Roy Cullen (Libéral)
- Glengarry—Prescott—Russell : Don Boudria (Libéral)
- Grey—Bruce—Owen Sound : Larry Miller (Conservateur)
- Guelph : Brenda Kay Chamberlain (Libéral)
- Haldimand—Norfolk : Diane Finley (Conservateur)
- Haliburton—Kawartha Lakes—Brock : Barry Devolin (Conservateur)
- Halton : Gary Carr (Libéral)
- Hamilton-Centre : David Christopherson (Nouveau parti démocratique)
- Hamilton-Est—Stoney Creek : Tony Valeri (Libéral)
- Hamilton Mountain : Elizabeth (Beth) Phinney (Libéral)
- Huron—Bruce : Paul Daniel Steckle (Libéral)
- Kenora : Roger Valley (Libéral)
- Kingston et les Îles : Peter Andrew Stewart Milliken (Libéral)
- Kitchener-Centre : Karen Redman (Libéral)
- Kitchener—Conestoga : Lynn Myers (Libéral)
- Kitchener—Waterloo : Andrew Telegdi (Libéral)
- Lanark—Frontenac—Lennox and Addington : Scott Reid (Conservateur)
- Leeds—Grenville : Gord Brown (Conservateur)
- London-Centre-Nord : Joseph Frank (Joe) Fontana (Libéral)
- London—Fanshawe : Pat O'Brien (Libéral)
- London-Ouest : Susan (Sue) Barnes (Libéral)
- Markham—Unionville : John McCallum (Libéral)
- Middlesex—Kent—Lambton : Rose-Marie Margaret Ur (Libéral)
- Mississauga—Brampton-Sud : Navdeep Singh Bains (Libéral)
- Mississauga—Erindale : Carolyn Parrish (Libéral)
- Mississauga-Est—Cooksville : Albina Guarnieri (Libéral)
- Mississauga—Streetsville : Wajid Khan (Libéral)
- Mississauga-Sud : Paul John Mark Szabo (Libéral)
- Nepean—Carleton : Pierre Poilievre (Conservateur)
- Newmarket—Aurora : Belinda Stronach (Libéral)
- Niagara Falls : Robert Douglas Nicholson (Conservateur)
- Niagara-Ouest—Glanbrook : Dean Allison (Conservateur)
- Nickel Belt : Raymond Bonin (Libéral)
- Nipissing—Timiskaming : Anthony Rota (Libéral)
- Northumberland—Quinte West : Paul Harold Macklin (Libéral)
- Oak Ridges—Markham : Lui Temelkovski (Libéral)
- Oakville : Bonnie Brown (Libéral)
- Oshawa : Colin Carrie (Conservateur)
- Ottawa-Centre : John Edward Broadbent (Nouveau parti démocratique)
- Ottawa—Orléans : Marc Godbout (Libéral)
- Ottawa-Ouest—Nepean : Marlene Catterall (Libéral)
- Ottawa-Sud : David J. McGuinty (Libéral)
- Ottawa—Vanier : Mauril Bélanger (Libéral)
- Oxford : Dave Mackenzie (Conservateur)
- Parkdale—High Park : Sarmite D. Bulte (Libéral)
- Parry Sound—Muskoka : Andrey (Andy) Mitchell (Libéral)
- Perth—Wellington : Gary Schellenberger (Conservateur)
- Peterborough : Peter Adams (Libéral)
- Pickering—Scarborough-Est : Dan McTeague (Libéral)
- Prince Edward—Hastings : Daryl Kramp (Conservateur)
- Renfrew—Nipissing—Pembroke : Cheryl Gallant (Conservateur)
- Richmond Hill : Bryon Wilfert (Libéral)
- Sarnia—Lambton : Roger John Gallaway (Libéral)
- Sault Ste. Marie : Tony Martin (Nouveau parti démocratique)
- Scarborough—Agincourt : Jim Karygiannis (Libéral)
- Scarborough-Centre : John Cannis (Libéral)
- Scarborough—Guildwood : John McKay (Libéral)
- Scarborough—Rouge River : Derek Vincent Lee (Libéral)
- Scarborough-Sud-Ouest : Thomas (Tom) William Wappel (Libéral)
- Simcoe—Grey : Helena Guergis (Conservateur)
- Simcoe-Nord : Paul Devillers (Libéral)
- Saint Catharines : Walt Lastewka (Libéral)
- Stormont—Dundas—South Glengarry : Guy Lauzon (Conservateur)
- St. Paul's : Carolyn Bennett (Libéral)
- Sudbury : Diane Marleau (Libéral)
- Thornhill : Susan Kadis (Libéral)
- Thunder Bay—Rainy River : Ken Boshcoff (Libéral)
- Thunder Bay—Superior-Nord : Joseph R. (Joe) Comuzzi (Libéral)
- Timmins—Baie James : Charlie Angus (Nouveau parti démocratique)
- Toronto-Centre : Bill Graham (Libéral)
- Toronto—Danforth : Jack Layton (Nouveau parti démocratique)
- Trinity—Spadina : Tony Ianno (Libéral)
- Vaughan : Maurizio Bevilacqua (Libéral)
- Welland : John Maloney (Libéral)
- Wellington—Halton Hills : Michael Chong (Conservateur)
- Whitby—Oshawa : Judi Longfield (Libéral)
- Willowdale : James Scott (Jim) Peterson (Libéral)
- Windsor-Ouest : Brian Masse (Nouveau parti démocratique)
- Windsor—Tecumseh : Joe Comartin (Nouveau parti démocratique)
- York-Centre : Ken Dryden (Libéral)
- York-Ouest : Judy Sgro (Libéral)
- York—Simcoe : Peter Van Loan (Conservateur)
- York-Sud—Weston : Alan Tonks (Libéral)

## Québec
- Abitibi—Baie-James—Nunavik—Eeyou : Yvon Lévesque (Bloc québécois)
- Abitibi-Témiscamingue : Marc Lemay (Bloc québécois)
- Ahuntsic : Eleni Bakopanos (Libéral)
- Alfred-Pellan : Robert Carrier (Bloc québécois)
- Bas-Richelieu—Nicolet—Bécancour : Louis Plamondon (Bloc québécois)
- Argenteuil—Papineau—Mirabel : Mario Laframboise (Bloc québécois)
- Beauce : Claude Drouin (Libéral)
- Beauharnois-Salaberry : Alain Boire (Bloc québécois)
- Beauport—Limoilou : Christian Simard (Bloc québécois)
- Berthier-Maskinongé : Guy André (Bloc québécois)
- Bourassa : Denis Coderre (Libéral)
- Brome-Missisquoi : Denis Paradis (Libéral)
- Brossard—La Prairie : Jacques Saada (Libéral)
- Chambly—Borduas : Yves Lessard (Bloc québécois)
- Charlesbourg : Richard Marceau (Bloc québécois)
- Charlevoix-Montmorency : Michel Guimond (Bloc québécois)
- Châteauguay—Saint-Constant : Denise Poirier-Rivard (Bloc québécois)
- Chicoutimi—Le Fjord : Robert Bouchard (Bloc québécois)
- Compton—Stanstead : France Bonsant (Bloc québécois)
- Drummond : Pauline Picard (Bloc québécois)
- Gaspésie–Îles-de-la-Madeleine : Raynald Blais (Bloc québécois)
- Gatineau : Françoise Boivin (Libéral)
- Hochelaga : Réal Ménard (Bloc québécois)
- Honoré-Mercier : Pablo Rodriguez (Libéral)
- Hull—Aylmer : Marcel Proulx (Libéral)
- Jeanne-Le Ber : Liza Frulla (Libéral)
- Joliette : Pierre Paquette (Bloc québécois)
- Jonquière—Alma : Sébastien Gagnon (Bloc québécois)
- Lac-Saint-Louis : Francis Scarpaleggia (Libéral)
- La Pointe-de-l'Île : Francine Lalonde (Bloc québécois)
- LaSalle—Émard : Paul Edgar Philippe Martin (Libéral)
- Laurentides—Labelle : Johanne Deschamps (Bloc québécois)
- Laurier—Sainte-Marie : Gilles Duceppe (Bloc québécois)
- Laval : Nicole Demers (Bloc québécois)
- Laval—Les Îles : Raymonde Folco (Libéral)
- Lévis-Bellechasse : Réal Lapierre (Bloc québécois)
- Longueuil—Pierre-Boucher : Caroline St-Hilaire (Bloc québécois)
- Lotbinière—Chutes-de-la-Chaudière : Odina Desrochers (Bloc québécois)
- Louis-Hébert : Roger Clavet (Bloc québécois)
- Louis-Saint-Laurent : Bernard Cleary (Bloc québécois)
- Manicouagan : Gérard Asselin (Bloc québécois)
- Marc-Aurèle-Fortin : Serge Ménard (Bloc québécois)
- Matapédia—Matane : Jean-Yves Roy (Bloc québécois)
- Mégantic—L'Érable : Marc Boulianne (Bloc québécois)
- Montcalm : Roger Gaudet (Bloc québécois)
- Mont-Royal : Irwin Cotler (Libéral)
- Notre-Dame-de-Grâce-Lachine : Marlene Jennings (Libéral)
- Outremont : Jean-C. Lapierre (Libéral)
- Papineau : Pierre S. Pettigrew (Libéral)
- Pierrefonds—Dollard : Bernard Patry (Libéral)
- Pontiac : David Smith (Libéral)
- Portneuf—Jacques-Cartier : Guy Côté (Bloc québécois)
- Québec : Christiane Gagnon (Bloc québécois)
- Repentigny : Benoît Sauvageau (Bloc québécois)
- Richmond—Arthabaska : André Bellavance (Bloc québécois)
- Rimouski-Neigette—Témiscouata—Les Basques : Louise Thibault (Bloc québécois)
- Rivière-des-Mille-Îles : Gilles-A. Perron (Bloc québécois)
- Rivière-du-Loup–Montmagny : Paul Crête (Bloc québécois)
- Rivière-du-Nord : Monique Guay (Bloc québécois)
- Roberval : Michel Gauthier (Bloc québécois)
- Rosemont–La Petite-Patrie : Bernard Bigras (Bloc québécois)
- Saint-Bruno–Saint-Hubert : Carole Lavallée (Bloc québécois)
- Saint-Hyacinthe–Bagot : Yvan Loubier (Bloc québécois)
- Saint-Jean : Claude Bachand (Bloc québécois)
- Saint-Lambert : Maka Kotto (Bloc québécois)
- Saint-Laurent—Cartierville : Stéphane Dion (Libéral)
- Saint-Léonard–Saint-Michel : Massimo Pacetti (Libéral)
- Saint-Maurice–Champlain : Marcel Gagnon (Bloc québécois)
- Shefford : Robert Vincent (Bloc québécois)
- Sherbrooke : Serge Cardin (Bloc québécois)
- Terrebonne—Blainville : Diane Bourgeois (Bloc québécois)
- Trois-Rivières : Paule Brunelle (Bloc québécois)
- Vaudreuil-Soulanges : Meili Faille (Bloc québécois)
- Verchères—Les Patriotes : Stéphane Bergeron (Bloc québécois)
- Westmount—Ville-Marie : Lucienne Robillard (Libéral)

## Saskatchewan
- Battlefords—Lloydminster : Gerry Ritz (Conservateur)
- Blackstrap : Lynne Yelich (Conservateur)
- Cypress Hills—Grasslands : David L. Anderson (Conservateur)
- Palliser : Dave Batters (Conservateur)
- Prince Albert : Brian Fitzpatrick (Conservateur)
- Regina—Lumsden—Lake Centre : Tom Lukiwski (Conservateur)
- Regina—Qu'Appelle : Andrew Scheer (Conservateur)
- Rivière Churchill : Jeremy Harrison (Conservateur)
- Saskatoon—Humboldt : Bradley Trost (Conservateur)
- Saskatoon—Rosetown—Biggar : Carol Skelton (Conservateur)
- Saskatoon—Wanuskewin : Maurice Vellacott (Conservateur)
- Souris—Moose Mountain : Ed Komarnicki (Conservateur)
- Wascana : Ralph Edward Goodale (Libéral)
- Yorkton—Melville : Garry W. Breitkreuz (Conservateur)

## Terre-Neuve-et-Labrador
- Avalon
  - R. John Efford (Bareneed, T-N-L) - Parti libéral 58,3 %
  - Rick Dalton (Harbour Main, T-N-L) - Parti conservateur 29,3 %
  - Michael Kehoe (Paradise, T-N-L) - NPD 11,0 %
  - Don C. Ferguson (Lethbridge, Alb.) - Parti vert 1,4 %

- Bonavista—Exploits
  - Scott Simms (Bishop's Falls, T-N-L) - Parti libéral 48,2 %
  - Rex Barnes (Grand Falls-Windsor, T-N-L) - Parti conservateur 41,6 %
  - Samuel Robert McLean (Gander, T-N-L) - NPD 8,0 %
  - Ed Sailor White (Saint-Jean, T-N-L) - Parti vert 1,1 %

- Humber—St. Barbe—Baie Verte
  - Gerry Byrne (Corner Brook, T-N-L) - Parti libéral 62,6 %
  - Wynanne Downer (Corner Brook, T-N-L) - Parti conservateur 13,1 %
  - Holly Pike (Corner Brook, T-N-L) - NPD 1,3 %
  - Steve Durant (Ottawa) - Parti vert 1,3 %

- Labrador
  - Lawrence David O'Brien (Happy Valley—Goose Bay, T-N-L) - Parti libéral 62,2 %
  - Marrill Strachan (Happy Valley—Goose Bay, T-N-L) - Parti conservateur 15,8 %
  - Em Condon (Labrador City, T-N-L) - Indépendant 10,4 %
  - Shawn Crann (Happy Valley—Goose Bay, T-N-L) - NPD 9,6 %
  - Lori-Ann Martino (Saint-Jean, T-N-L) - Parti vert 2,0 %

- Random—Burin—St. George's
  - Bill Matthews (Mount Pearl, T-N-L) - Parti libéral 46,8 %
  - Des McGrath (Stephenville, T-N-L) - NPD 33,2 %
  - Larry Peckford (Stephenville, T-N-L) - Parti conservateur 18,2 %
  - Justin Dollimont (Mount Pearl, T-N-L) - Parti vert 1,8 %

- St. John's-Est
  - Norman E. Doyle (Saint-Jean, T-N-L) - Parti conservateur 41,4 %
  - Walter Noel (Saint-Jean, T-N-L) - Parti libéral 36,7 %
  - Janine Piller (Saint-Jean, T-N-L) - NPD 19,8 %
  - Scott Vokey (Toronto, Ont.) - Parti vert 2,2 %

- St. John's-Sud—Mount Pearl
  - Loyola Hearn (Renews, T-N-L) - Parti conservateur 39,6 %
  - Siobhan Coady (Saint-Jean, T-N-L) - Parti libéral 35,3 %
  - Peg Norman (Saint-Jean, T-N-L) - NPD 23,7 %
  - Stephen Daniel Willcott (Mount Pearl, T-N-L) - Parti vert 1,5 %

## Territoires du Nord-Ouest
- Western Arctic : Ethel Dorothy Blondin-Andrew (Libéral)

## Yukon
- Yukon : Larry Bagnell (Libéral)